# Aeroportul Internațional Juan Manuel Gálvez
Aeroportul Internațional Juan Manuel Gálvez (IATA: RTB, ICAO: MHRO) este un aeroport din Roatán⁠(d), Bay Islands Department⁠(d), Honduras ce deservește zona Roatán⁠(d). Aeroportul a fost tranzitat în 2016 de 371.657 de pasageri. A fost numit după Juan Manuel Gálvez⁠(d).
Situat la o altitudine de 6 m, aeroportul dispune de 1 pistă. Este operat de InterAirports⁠(d).

## Infrastructură

### Piste
Aeroportul dispune de o singură pistă. Pista 07/25 are suprafața de asfalt și dimensiunile 2.245 m × 45 m. 